# 马关黄肉楠
马关黄肉楠（学名：Actinodaphne tsaii）为樟科黄肉楠属下的一个种。

## 扩展阅读
- 維基物種上的相關：马关黄肉楠